# Dobrzany (rejon stryjski)
Dobrzany (ukr. Добряни) – wieś na Ukrainie, w rejonie stryjskim obwodu lwowskiego. Wieś liczy 1822 mieszkańców.
W połowie XV w. Dobrzany dziedziczyli Miczek Dobrzański z żoną Anną oraz Iwaszko, Siemaszko, Wańko, Jan, Kachna i Maryna. W 1578 roku dziedzicaami byli Iwan i Hieronim Dobrzańscy. Podczas popisu ziemi lwowskiej w 1651 roku za ojca Macieja Dobrzańskiego, pisał się Michał i Stefan Dobrzańscy. 
Wieś położona na przełomie XVI i XVII wieku w powiecie stryjskim ziemi przemyskiej województwa ruskiego, w drugiej połowie XVII wieku należała do starostwa stryjskiego. 
Za II Rzeczypospolitej do 1934 samodzielna gmina jednostkowa. Następnie należała do zbiorowej wiejskiej gminy Uhersko w powiecie stryjskim w woj. stanisławowskiem. Po wojnie wieś weszła w struktury administracyjne Związku Radzieckiego.
W Dobrzanach urodził się Antoni Petruszewicz, polski duchowny greckokatolicki, historyk, filolog, polityk.